# Hugo Keiffenheim
Hugo Ignaz Keiffenheim (* 27. Juli 1818 in Cochem; † 12. November 1889 in Köln) war ein deutscher Politiker und Abgeordneter.

## Leben und Karriere
Hugo Ignaz Keiffenheim war der Sohn des Cochemer Stadtbürgermeisters Joseph Franz Keiffenheim. Zunächst ließ er sich in der Verwaltung ausbilden, im Anschluss folgte in Heidelberg ein Studium der Rechts- und Verwaltungswissenschaft. Politisch (linksliberal) war er ebenfalls sehr engagiert. Im März 1848 saß er im Vorparlament zusammen mit dem Cochemer Apotheker Carl Wilhelm Nettstraeter als Mitglied für die Stadt Cochem. Am 20. März 1848 gründete er zusammen mit dem Sohn des Bauunternehmers Dalmar und dem Sohn des Posthalters Josef Görres den Cochemer Schützenverein und übernahm dessen Führung. Hugo Ignaz Keiffenheim war seit seiner Wahl am 3. November 1848 Stellvertreter des Abgeordneten Karl Boost in der Berliner preußischen Nationalversammlung. Am 3. April 1848 beendete das Frankfurter Parlament seine Beratungen und die beiden Cochemer Deputierten Hugo Ignaz Keiffenheim und Carl Wilhelm Nettstraeter kehrten nach Cochem zurück. Keiffenheim betonte in seinem Rechenschaftsbericht vor der Bürgerschaft über seine Eindrücke und Stellungnahmen in Frankfurt, dass diese Versammlung im Allgemeinen dem größten Teil der Cochemer Bürger entsprochen habe. Der Apotheker Nettstraeter gab einen gesonderten Bericht ab. Aufgrund einer gegnerischen Anzeige erschien am 28. Juni eine Kommission der Staatsanwaltschaft Koblenz in Cochem, um Keiffenheim und Zeugen wegen des Versuchs zum Umsturz der Verfassung zu befragen. Der Vorfall wurde später niedergeschlagen.
Nach dem 6. August 1848 überreichte Keiffenheim der Nationalversammlung in Berlin Änderungsvorschläge zur Gemeindeordnung des Kreises Cochem. Auf einer Versammlung am 5. Februar 1849 in Lutzerath für die Wahl von zwei Abgeordneten für die Zweite Kammer wurde er erneut zur Zielscheibe übler Verleumdungen. Keiffenheim verließ seine Vaterstadt und trat als Calculator-Assistent in die Dienste der Köln-Mindener Eisenbahn-Gesellschaft in Köln und wechselte mit deren Verstaatlichung 1879 zu den Preußischen Staatseisenbahnen. Dort war er zuletzt Eisenbahnsekretär und erhielt mehrfach Ehrungen, so durch die Charakterisierung als Königlicher Rechnungsrat und Träger des Roten Adlerordens 4. Klasse. Verheiratet war Hugo Ignaz Keiffenheim mit Maria Christina Himmen, die er am 15. September 1851 in Cochem geheiratet hatte.